# Kong Hans' Vingård
Kong Hans' Vingård er en historisk bygning i Indre By i København, der ligger i Vingårdstræde mellem Kongens Nytorv og Bremerholm.
Bygningen kan føres tilbage til 1400-tallet. I 1500-tallet blev der under Kong Hans slået mønter i bygningen, hvorfor den også senere kom til at hedde Møntergården. Bygningen blev forhøjet med to etager 1783-84 og den nuværende facade stammer fra 1796. Det tilstødende hus med port vest for den oprindelige bygning blev opført 1830-31. Bygningen blev fredet i 1918.
I 1827 flyttede H.C. Andersen ind på et værelse efter sit ophold på latinskolen i Slagelse, senere Helsingør. I 1976 blev der i bygningens kælder indrettet en restaurant, Kong Hans Kælder, som bl.a. fik forfatteren Klaus Rifbjerg som restauratør. I en del af selve bygningen ligger Magasin du Nord Museum for stormagasinet Magasin du Nord.